# Liste der Stolpersteine in Eisenhüttenstadt

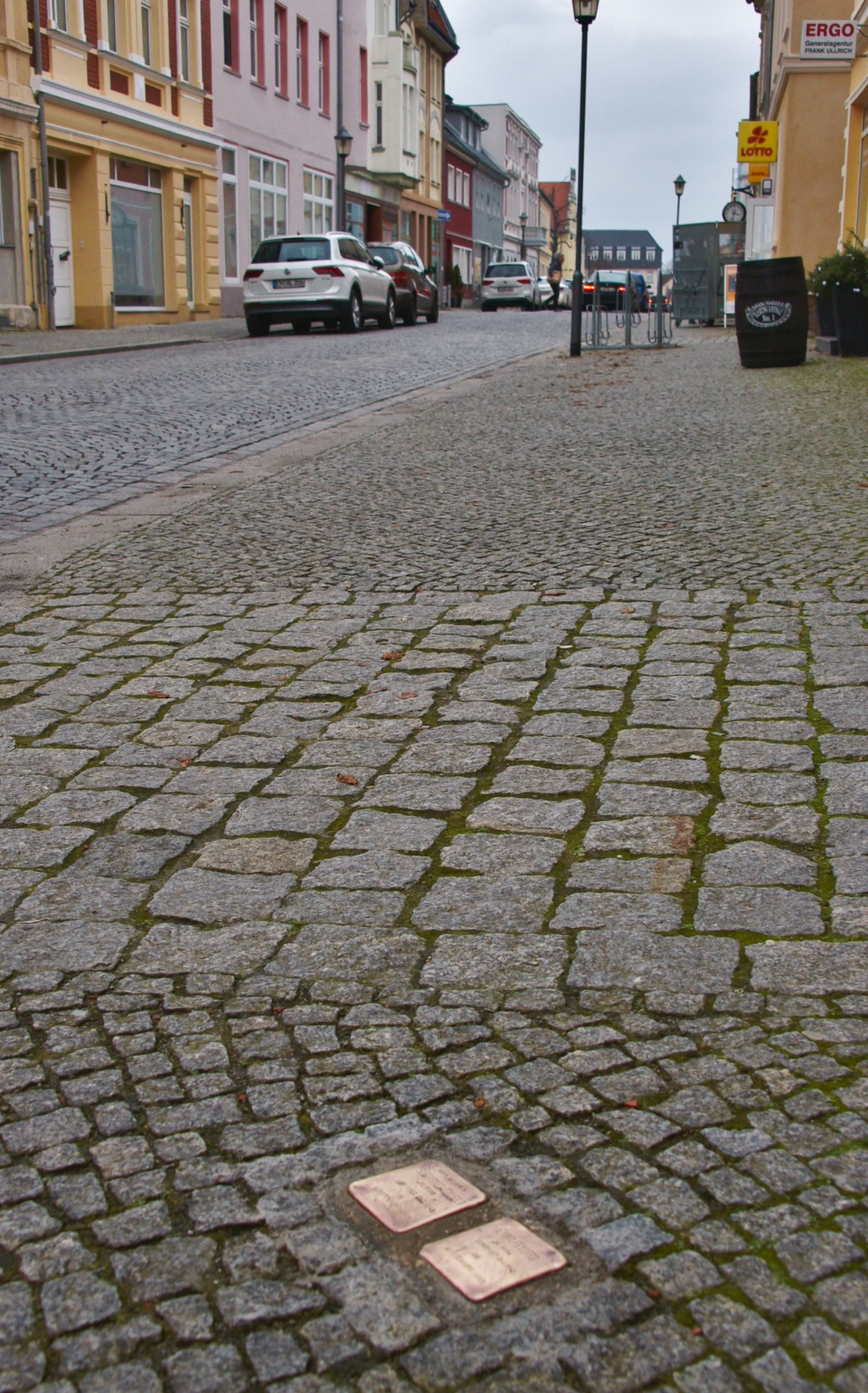
Stolpersteine für das Ehepaar Fellert

Die Liste der Stolpersteine in Eisenhüttenstadt enthält die Stolpersteine, die in der brandenburgischen Stadt Eisenhüttenstadt verlegt worden sind. Sie befinden sich im Stadtteil Fürstenberg (Oder). Stolpersteine erinnern an das Schicksal der Menschen, die von den Nationalsozialisten ermordet, deportiert, vertrieben oder in den Suizid getrieben wurden. Die Stolpersteine wurden von Gunter Demnig konzipiert und verlegt. Sie liegen im Regelfall vor dem letzten selbstgewählten Wohnsitz des Opfers.
Die Verlegung in Eisenhüttenstadt erfolgte am 28. Juli 2005.

## Stolpersteine
In Eisenhüttenstadt wurden zwei Stolpersteine an einer Adresse verlegt.
| Stolperstein | Inschrift                                                                      | Verlegeort       | Name, Leben |
| ------------ | ------------------------------------------------------------------------------ | ---------------- | --- |
|              | EMMA FELLERT JG. 1894 ERMORDET 13.2.1945 IN FÜRSTENBERG/ODER                   | Königstraße 61 · | Emma Fellert, geborene Stutius, wurde am 17. November 1894 geboren. Sie war mit dem Händler Siegfried Fellert verheiratet. Das Paar blieb kinderlos. Emma Fellert war christlich, dies schütze ihren Mann vor der ersten Deportation, allerdings wurde das Paar in der Prinz-Carolath-Straße 10 zwangseinquartiert. Sie wurden an die Nazis verraten, 1945 entdeckt und von einem Standgericht zum Tode verurteilt. Emma Fellert wurde zusammen mit ihrem Mann und zwei weiteren Opfern am 13. Februar 1945 erschossen. Wo genau, ist unklar, entweder in einem kleinen Wäldchen unweit des Bahnhofes oder im Lager Stalag III B, wo ihre Leichen gefunden wurden. |
|              | HIER GEBOREN SIEGFRIED FELLERT JG. 1889 ERMORDET 13.2.1945 IN FÜRSTENBERG/ODER | Königstraße 61 · | Siegfried Fellert wurde am 24. Januar 1889 in Fürstenberg (Oder) geboren. Seine Eltern waren Boas Max Fellert und Eugenie, geborene Levy. Er hatte vier Brüder, darunter Albert Abraham, Kurt und Werner. Siegfried Fellert war mit Emma, geborene Stutius verheiratet. Fellert war Händler und Mitglied der SPD. Durch seine nichtjüdische Ehefrau war er geschützt und wurde nicht, wie alle anderen Juden von Fürstenberg deportiert. Seine Frau und er wurden in der Prinz-Carolath-Straße 10 zwangseinquartiert. Das Paar wurde an die Nazis verraten und dort kurz vor Kriegsende entdeckt. Sie wurden von einem deutschen Standgericht zum Tode verurteilt. Siegfried Fellert wurde am 13. Februar 1945 zusammen mit seiner Frau und zwei weiteren Personen erschossen. Wo genau, ist unklar, entweder in einem kleinen Wäldchen unweit des Bahnhofes oder im Lager Stalag III B, wo ihre Leichen gefunden wurden. Die Prinz-Carolath-Straße wurde 1946 in Fellert-Straße umbenannt. Auch seine Brüder waren Mitglieder in Parteien. Zumindest zwei von ihnen überlebten die Shoah ebenfalls nicht. Kurt Martin Fellert wurde mit seiner Frau und seinen beiden Kindern ins Warschauer Ghetto deportiert, ebenfalls dorthin deportiert wurde auch Albert Abraham. Stolpersteine in Frankfurt (Oder) erinnern an das Schicksal von Kurt Martin Fellert und seiner Familie. |

## Verlegung
- 28. Juli 2005